# Adelomyrmex longinoi
Adelomyrmex longinoi é uma espécie de formiga do gênero Adelomyrmex, pertencente à subfamília Myrmicinae.